# Bracon induratum
Bracon induratus
Espèce
Synonymes
- †Bracon induratus Théobald, 1937

Bracon induratum est une espèce fossile d'insectes hyménoptères de la famille des Braconidae, du genre Bracon et de la tribu des Braconini.

## Classification
L'espèce Bracon induratum est décrite en 1937 par le paléontologue français Nicolas Théobald (1903-1981) dans sa thèse. 

### Fossiles
L'holotype Bt27, de l'ère Cénozoïque, et de l'époque Sannoisien (33,9 à 28,1 Ma) viennent d'une  collection personnelle et des terrains sannoisiens de la localité de Brunnstatt, dans la banlieue de Mulhouse en Alsace dans le département du Haut-Rhin.

### Étymologie
L'épithète spécifique latine induratum signifie « endurci ».

## Description

### Caractères
La diagnose de Nicolas Théobald en 1937,, pour l'holotype R453+640 : 

« Insecte de petite taille, de couleur jaune rouille sur l'échantillon fossile, ailes transparentes. 
Tête large, allongée et arrondie vers l'avant; restes d'antennes à l'avant; deux yeux arrondis aux angles postérieurs; 3 ocelles; tête échancrée à l'arrière; yeux compris, la tête est aussi large que le thorax. thorax allongé, large dans sa partie antérieure, sétire progressivement vers l'arrière. dans la moitié postérieure, on voit les empreintes d'insertion des pattes II et III. Abdomen subsessile, en forme de fuseau, 7 segments visibles. ailes à nervation effacée; quelques vtraces de nervures semblent correspondre aux nervures des Braconidae; ailes ne dépassant pas l'extrémité de l'abdomen. ».

### Dimensions
La longueur totale est de 3,8 mm.

### Affinités
« En raison de la mauvaise conservation des ailes, les affinités de cet Insecte ne peuvent être précisées. ».

### Publication originale
- [1937] Nicolas Théobald, « Les insectes fossiles des terrains oligocènes de France 473 p., 17 fig., 7 cartes,13 tables, 29 planches hors texte », Bulletin Mensuel de la Société des Sciences de Nancy et Mémoires de la Société des sciences de Nancy, Imprimerie G. Thomas,‎ 1937, p. 1-473 (ISSN 1155-1119 et 2263-6439, OCLC 786027547). .